# Cao Xueqin

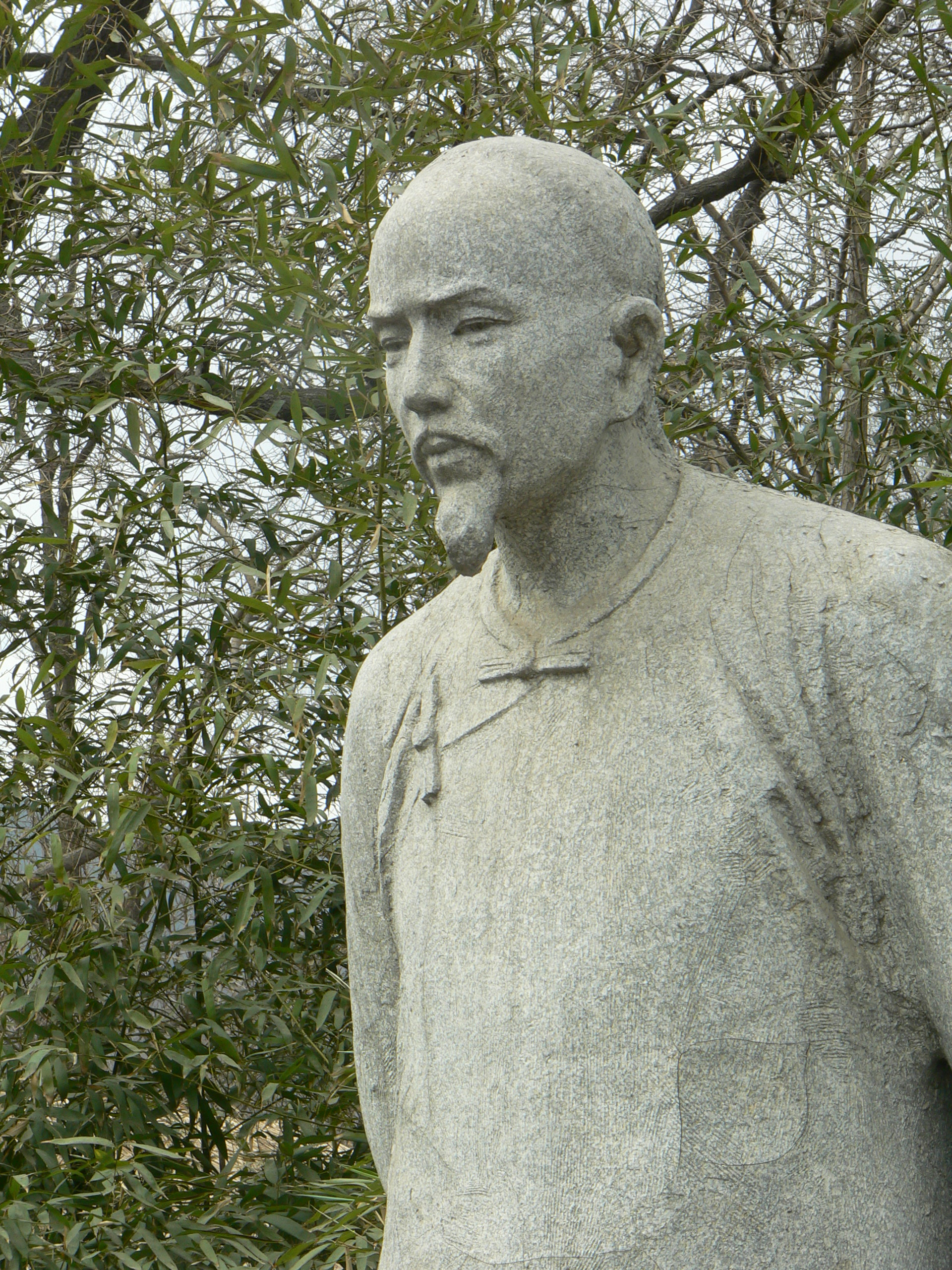
Cao Xueqin

Cao Xueqin (chinesisch 曹雪芹, Pinyin Cáo Xuěqín, W.-G. Ts'ao Hsueh-ch'in, * zwischen 1715 und 1724; † 1763(?)) war ein chinesischer Schriftsteller und Autor des chinesischen Romans Der Traum der roten Kammer.

## Leben
Cao stammte aus einer han-chinesischen Familie, die in das mandschurische Bannersystem integriert worden war. Cao Xueqins Großvater Cao Yin galt als Weggefährte und Vertrauter des Qing-Kaisers Kangxi, wodurch es die Familie zu großem Wohlstand brachte. Das Glück der Caos wendete sich erst mit dem Amtsantritt von Kangxis Nachfolger Yongzheng, der 1728 im Zuge politischer Säuberungen die Güter der Caos konfiszierte und sie zum Umzug nach Peking zwang. Xueqin war damals erst neun Jahre alt.
Über Cao Xueqins eigenes Leben ist vergleichsweise wenig bekannt. Den größten Teil verbrachte er in großer Armut im Westen von Peking, wo er sich mit dem Verkauf eigener Bilder über Wasser hielt. Daneben arbeitete er zeitweise als Lehrer an einer kaiserlichen Schule für die Kinder mandschurischer Adeliger und Bannerleute.

## Werk
Cao ist durch ein einziges Werk bekannt geworden, das allerdings Eingang in die Weltliteratur gefunden hat: den Roman Der Traum der roten Kammer. Nach Aussagen von Freunden hat er über zehn Jahre daran geschrieben, vermutlich in der Zeit kurz vor der Jahrhundertmitte. Bei Caos Tod 1763 waren lediglich 80 der geplanten 100 Kapitel geschrieben. Das Manuskript wurde von Gao E ergänzt und 1791 in einer 120 Kapitel umfassenden Version herausgegeben.

## Ungekürzte Ausgaben
- Cao, Xueqin / Gao, E (Tsau, Hsüä-Tjin / Gau, Ë): Der Traum der Roten Kammer oder Die Geschichte vom Stein, Übers. Rainer Schwarz / Martin Woesler, Europäischer Universitätsverlag, ISBN 978-3-86515-010-3, 3 Bände, Hardcover gebunden, LXXXVII, 2188 S., 2007–2009
- Cao, Xueqin / Gao, E (Tsau, Hsüä-Tjin / Gau, Ë): Der Traum der Roten Kammer oder Die Geschichte vom Stein, Übers. Rainer Schwarz / Martin Woesler, Europäischer Universitätsverlag, ISBN 978-3-89966-500-0, Paperback, XXVI, 2195 S., xxi, 2009

## Gekürzte Ausgabe; Auszüge
- Der Traum der roten Kammer. Übers. Franz Kuhn. Insel, Frankfurt 1932 u. ö. ISBN 978-3-458-33472-9 (stark gekürzt, um ca. zwei Drittel)
- Zwei Auszüge: Pao Yüs Traum &  Der Wind-und-Mond-Spiegel, in P'u Sung Ling: Gast Tiger. Die Bibliothek von Babel, 21. Büchergilde Gutenberg, Frankfurt 2007 ISBN 9783763258215 (auch als TB in mehreren anderen Verlagen) S. 97ff. & 101f.